# گلاب (فیلم)
گلاب (به انگلیسی: Rosewater) فیلمی درام به کارگردانی جان استوارت است که در سال ۲۰۱۳ ساخته شد. فیلمنامه فیلم نوشته جان استوارت است که آن را بر اساس رمان مستند سپس آنها به سراغ من آمدند اثر مازیار بهاری نوشته‌است.

## خلاصه داستان
این فیلم که به پیامدهای انتخابات ریاست جمهوری دهم ایران می‌پردازد داستان مازیار بهاری خبرنگار بی‌بی‌سی است که به ایران می‌آید و به دلایلی دستگیر می‌شود.

## بازیگران
گائل گارسیا برنال در این فیلم در نقش مازیار بهاری است؛ روزنامه‌نگاری که بیش از ۱۱۸ روز در ایران شکنجه و بازجویی شد.

## تولید
فیلمبرداری گلاب از ژوئن تا نیمه‌های اوت ۲۰۱۳ به طول انجامید. بودجه این کار رقمی بالغ بر ۱۰ میلیون دلار شد. جی. جی. آبرامز استوارت را در نوشت بخش‌هایی از فیلمنامه کمک کرد.

## جوایز
این فیلم در سال ۲۰۱۴ از سوی هیئت ملی بازبینی فیلم آمریکا، به همراه فیلم سلما، برنده جایزه آزادی بیان شد.